# Orba, Spanien
Orba är en kommunhuvudort i Spanien.   Den ligger i provinsen Provincia de Alicante och regionen Valencia, i den östra delen av landet, 400 km sydost om huvudstaden Madrid. Orba ligger 163 meter över havet och antalet invånare är 2 100.
Terrängen runt Orba är kuperad. Runt Orba är det ganska tätbefolkat, med 54 invånare per kvadratkilometer. Närmaste större samhälle är Denia, 16,0 km öster om Orba. 